# Puente Bayonne
El puente de Bayonne es un arco de tablero pasante que cruza el Kill Van Kull, conectando Bayonne (Nueva Jersey) con Staten Island (Nueva York), que sirve para dar paso a la Ruta Estatal de Nueva York 440 y a la Ruta Estatal de Nueva Jersey 440. Es el sexto puente de arco de acero más largo del mundo, y fue el más largo del mundo en el momento de su finalización. Es uno de los cuatro cruces que conectan Nueva Jersey con Staten Island. Los otros tres son el puente Goethals en Elizabeth, el Outerbridge Crossing (que también lleva la ruta 440) en Perth Amboy (ambos para vehículos), y el paso exclusivo para ferrocarriles que es el puente Arthur Kill Vertical Lift, todos ellos sobre el Arthur Kill.
La calzada original de 151 pies (46,0 m) de anchura tenía dos carriles de tráfico motorizado en cada dirección, así como una pasarela. Terminado en 1931, el puente de Bayonne fue construido por la Autoridad Portuaria de Nueva York y Nueva Jersey, que todavía opera el puente. Fue diseñado por el especialista en puentes suizo Othmar Ammann y el arquitecto Cass Gilbert.
En 1985, la Sociedad Estadounidense de Ingenieros Civiles lo declaró "Monumento Histórico de la Ingeniería Civil". 
En 2010, la Autoridad Portuaria puso en marcha un estudio para elevar la calzada de la carretera dentro del arco existente, y permitir así el paso de buques portacontenedores más grandes, de la clase Panamax. La obra se completó en dos etapas entre 2017 y 2019. Cada una de las nuevas calzadas tiene dos carriles de tráfico motorizado unidireccional más arcenes para vehículos de personas discapacitadas, además de una plataforma separada para peatones y ciclistas, que se abrió el 24 de mayo de 2019. La autorización de navegabilidad que dio origen a la reforma del puente se logró el 8 de junio de 2017.

## Diseño
El puente de Bayona fue diseñado por el especialista en puentes suizo Othmar Ammann y el arquitecto Cass Gilbert. Abarca el Kill Van Kull entre Port Richmond en Staten Island, Nueva York y Bayonne en el Condado de Hudson.: 9  Se construyó formando un ángulo de 58 grados con respecto al Kill Van Kull, paralelo a las redes de calles tanto de Bayonne como de Port Richmond, lo que requirió un tramo más largo que si el puente se hubiera construido perpendicular al estrecho. La longitud total del puente es de 5780 pies (1761,7 m).: 9 

### Plataforma
Tal como se construyó, el puente de Bayona contenía un vano principal sin pilares intermedios que mide 1675 pies (510,5 m) de largo. El tramo principal está conectado a viaductos de acceso en cada extremo.: 9, 12  El viaducto del lado de Port Richmond tenía una longitud de 2010 pies (612,6 m) y el viaducto de Bayonne tenía una longitud de 3010 pies (917,4 m), sostenido por pilares que iban desde 20 a 110 pies (6,1 a 33,5 m) de altura.: 12  El puente originalmente presentaba un gálibo vertical libre en la mitad del tramo sobre el agua de 151 pies (46,0 m) con el fin de dejar espacio para los barcos de la Armada de los Estados Unidos más altos en ese momento.: 9  La calzada tenía 85 pies (25,9 m) de ancho.
Entre 2013 y 2019, el gálibo vertical libre del puente se aumentó aproximadamente en unos 64 pies (19,5 m), pasando de 151 a 215 pies (46,0 a 65,5 m). Se construyó una nueva calzada situada por encima de cota de la antigua calzada (que se eliminó) dentro de la estructura de arco. Esta nueva disposición permitió dar cabida a los barcos de la clase Panamax.

### Arco

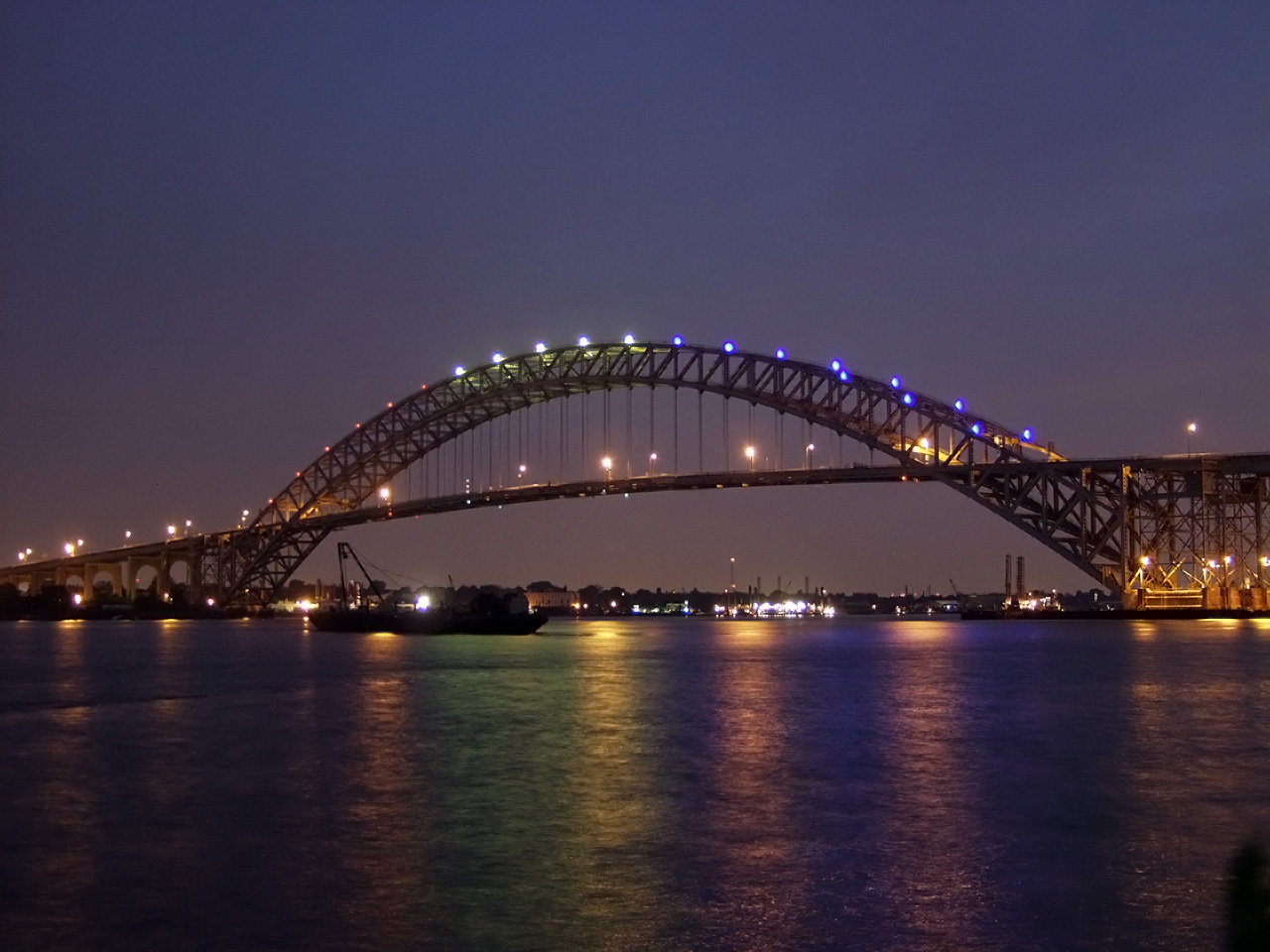
Vista nocturna del arco

El arco del Puente de Bayonne se parece a una parábola, pero en realidad está formado por 40 segmentos rectilíneos. La cuerda inferior del arco se eleva 266 pies (81,1 m) por encima de Kill Van Kull, mientras que la cuerda superior está 325 pies (99,1 m) por encima del canal. El diseño del arco de acero está influido por el Puente de Hell Gate, también en la ciudad de Nueva York, diseñado por el mentor de Ammann, Gustav Lindenthal. Gilbert había diseñado un revestimiento ornamental de granito sobre la estructura de acero como parte de la propuesta original, pero como en el caso del puente George Washington, se eliminó el revestimiento de piedra para reducir el costo del puente debido a la escasez de material durante la Gran Depresión, dejando a la vista la celosía de acero en ambos puentes. Fue el primer puente en emplear acero al manganeso en las nervaduras y remaches del arco principal.
Cuando se completó en 1931, el puente de Bayona era el puente en arco de tablero pasante más largo del mundo. Superó al puente de la bahía de Sídney (su "puente hermano" más masivo localizado en Australia), por 25 pies (7,6 m) y le arrebató el récord al puente de Hell Gate.: 19  El puente de Bayona tiene un diseño realmente ligero, con un peso de solo 16 000 toneladas cortas (14 515 t), en comparación con las 37 000 toneladas cortas (33 565,8 t) del puente de la bahía de Sídney, si bien es la mitad de ancho y 117 pies (35,7 m) más corto en total que su puente hermano.

## Historia

### Planificación y construcción

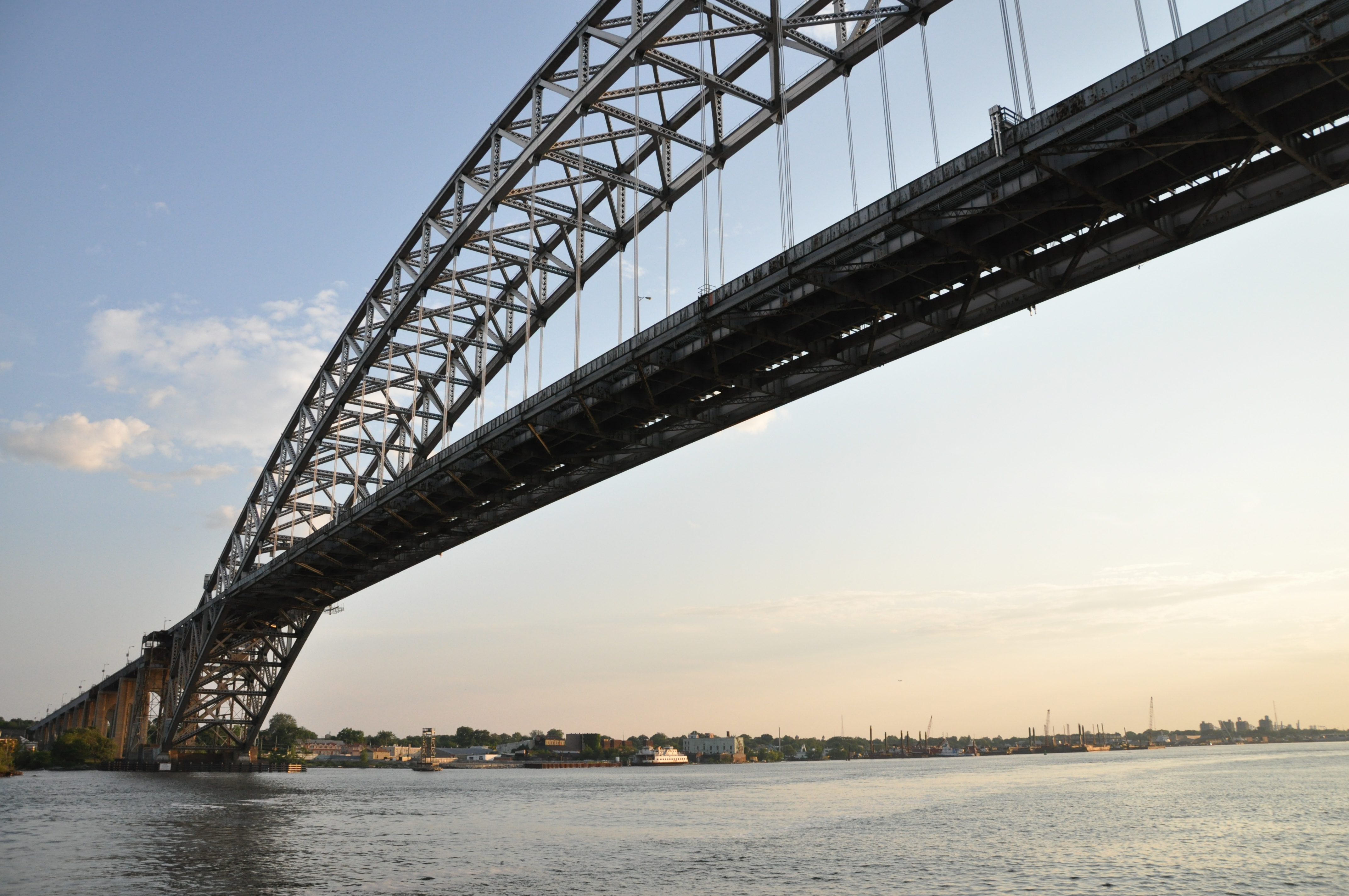
El puente de Bayonne con su calzada original

En 1921, se creó la Autoridad del Puerto de Nueva York (ahora Autoridad Portuaria de Nueva York y Nueva Jersey) para supervisar el transporte en el Puerto de Nueva York y Nueva Jersey.: 4  En ese momento, los puentes en la ciudad de Nueva York se estaban construyendo a un ritmo acelerado. La Autoridad Portuaria abrió sus dos primeros puentes entre Nueva Jersey y Staten Island en 1928: el puente Goethals y el Outerbridge Crossing. Se estaba planeando un tercer cruce entre Port Richmond y Bayonne. Los tres puentes se construyeron para complementar el tráfico de un futuro cuarto puente o un túnel desde Staten Island hasta Brooklyn.: 8  Inicialmente, se propuso que el tercer cruce fuera un túnel. Sin embargo, la Autoridad Portuaria finalmente decidió construir un puente, que sería diseñado por Ammann y Gilbert. Ammann, que fue ingeniero jefe de la Autoridad Portuaria, eligió el diseño del arco de acero después de rechazar un diseño de tipo cantilever y un puente colgante por considerarlo costoso y poco práctico para el emplazamiento previsto, dado el requisito de la Autoridad Portuaria de que el puente debía poder acomodar la futura adición de las vías del metro.: 9 
La construcción del puente comenzó en 1928. En ese momento, se suponía que iba a estar abierto a principios de 1932 y que costaría 16 millones de dólares (unos NaN), pero su construcción terminó costando solo 13 millones (unos NaN).: 13  El puente tuvo que ser construido sin bloquear el tráfico de buques en el Kill Van Kull. Para hacer esto, los ingenieros usaron gatos hidráulicos para soportar los dos lados del arco mientras las dos piezas, que consistían en segmentos de celosía prefabricados hechos de acero aleado de alta resistencia, se montaban hasta encontrarse en la clave del arco. Posteriormente, las piezas prefabricadas de la estructura de soporte de la calzada se colgaron de cables conectados al arco.: 13 

### Operación

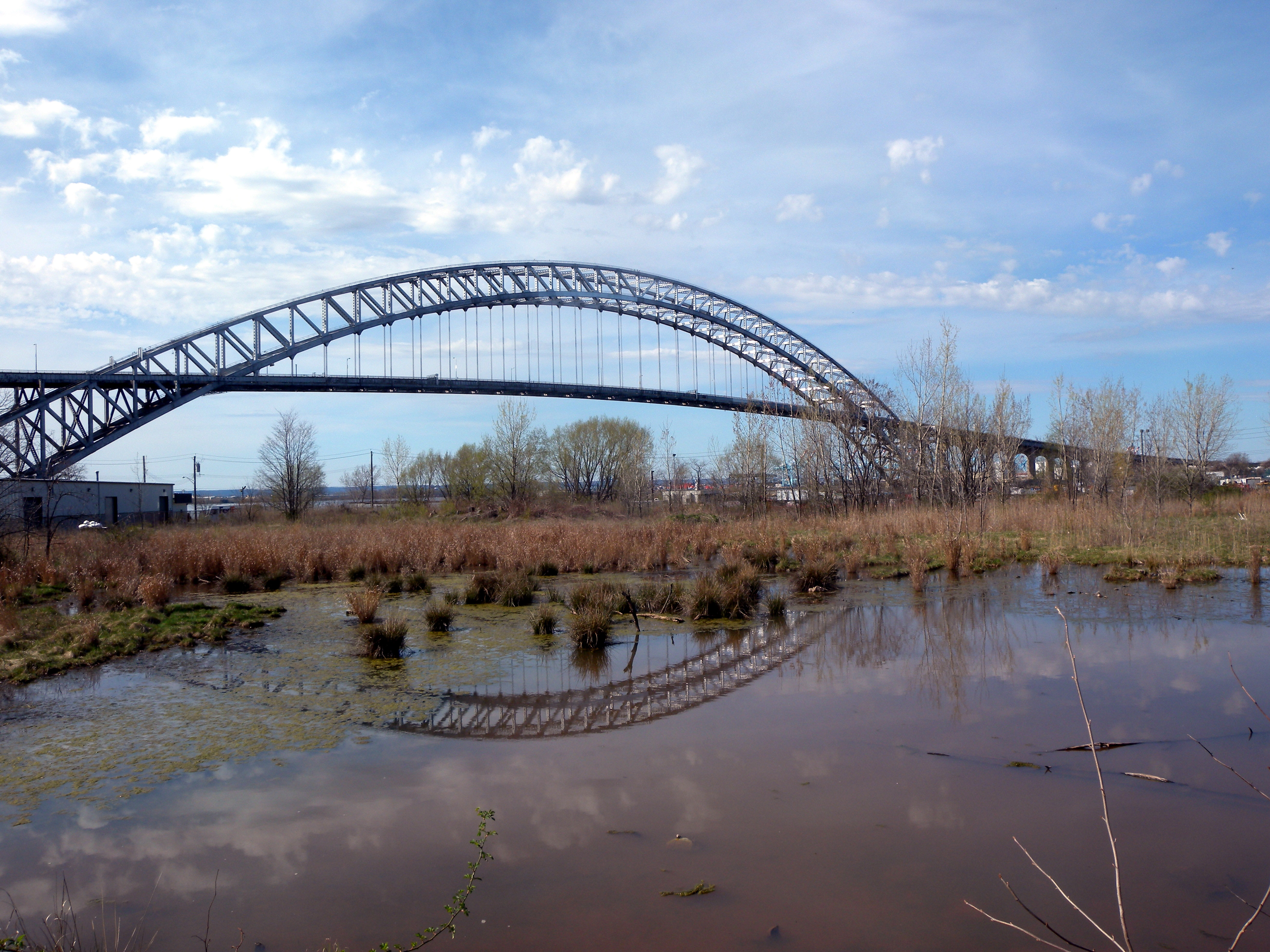
El puente con su tablero original, visto desde el terraplén del North Shore Branch en Nicholas Avenue

El puente se puso en servicio el 15 de noviembre de 1931, después de que se celebrara la ceremonia de inauguración el día anterior.: 16  En su primer día cruzaron el puente unos 7000 peatones y 17.000 vehículos.: 16  Se esperaba que el nuevo cruce redujera los viajes diarios promedio de los habitantes de Staten Island en un promedio de 18 a 20 minutos, reduciendo la necesidad de usar el puente Goethals o el cruce de Outerbridge. La ceremonia de inauguración del Puente de Bayonne contó con la presencia de David M. Dow, Secretario de Australia en los Estados Unidos, y el mismo par de tijeras doradas que se usaron para cortar la cinta se envió a Australia para el corte de la cinta del Puente de la bahía de Sídney cuatro meses después.: 19  Después de la ceremonia en Sídney, se separaron las hojas de la tijera y se envió una de vuelta a la Autoridad Portuaria. Time se refirió al aspecto simétrico del puente como "impresionante e inquietante", mientras que la comuna de Bayona en Francia envió un telegrama de felicitación. El Instituto Estadounidense para la Construcción en Acero seleccionó el Puente de Bayona como el "Puente de acero más hermoso" en 1931, prfiriéndolo al Puente George Washington.: 9, 16 
Entre 1939 y 1942, durante la Segunda Guerra Mundial, el espacio debajo del acceso a Staten Island del puente Bayonne se convirtió en el lugar de almacenamiento del proyecto Archer Daniels Midland Manhattan, utilizado para depositar uranio. El material se utilizó en las armas nucleares desarrolladas durante el Proyecto Manhattan, y debajo del puente se almacenaron unos 2007 barriles con un peso de 1207 toneladas cortas (1077,7 LT; 1095,0 t). Debido al largo semiperíodo de desintegración y a la alta radiactividad del mineral de uranio sin refinar, el sitio se contaminó mucho y más tarde se designó como emplazamiento federal con fondos asignados ("Superfund") para su descontaminación y limpieza.
En 1951, veinte años después de la apertura del puente, la autoridad portuaria y la ciudad de Bayonne remodelaron la cabina de peaje de Nueva Jersey y, en 1956, se reservaron algunos terrenos debajo del viaducto de acceso a Nueva Jersey para crear el campo de actividades al aire libre Juliette Street Playground.: 19  El transbordador de Bergen Point, que hacía un recorrido paralelo al puente, permaneció en servicio hasta 1961.: 174  Se creó un nuevo puesto de peaje en Staten Island en 1964 y se convirtió para la operación unidireccional en 1970, y solo se cobraba peaje a los vehículos que accedían a la isla.: 19  El puente se convirtió en Hito Histórico Nacional de la Ingeniería Civil en 1985.

### Proyecto de elevación del tablero

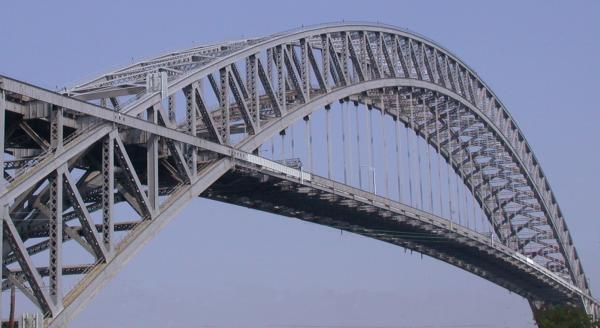
Vista de la celosía del puente

En la década de 2000, la Autoridad Portuaria comenzó a planificar un proyecto para permitir que los buques portacontenedores más grandes utilizaran el Kill Van Kull. La ampliación del Canal de Panamá permitía que los barcos grandes que venían de Asia llegaran a la costa este, pero el puente era demasiado bajo para que estos barcos más grandes pasaran por debajo en el camino hacia y desde Newark Bay. Su espacio libre entre 151 a 156 pies (46,0 a 47,5 m) sobre el Kill Van Kull, dependiendo de la marea, ya significaba que algunos barcos del momento, que podían llegar a 175 pies (53,3 m) por encima de la línea de flotación, tenían que plegar los mástiles de las antenas, ser lastrados o esperar a que bajase la marea.
Los nuevos barcos New Panamax, más grandes, empeoraron la situación. Si no se solucionaba el problema, el puerto de Nueva York y Nueva Jersey podrían haber perdido un negocio de envío significativo a otros puertos como el de Charleston en Carolina del Sur. En agosto de 2009, la Autoridad Portuaria inició un análisis de planificación para determinar cómo solucionar el problema del gálibo vertical. La construcción final del proyecto de la calzada elevada se completó en mayo de 2019, con la apertura de la nueva vía peatonal y para bicicletas.

#### Características
La Autoridad Portuaria encargó al Cuerpo de Ingenieros del Ejército de los Estados Unidos (CoE) que realizara un estudio de la cuestión, que se completó en 2009, y autorizó hasta 10 millones de dólares para costear los servicios de planificación e ingeniería necesarios para desarrollar opciones que permitieran solucionar el problema del insuficiente espacio libre disponible por debajo del puente. El estudio del CoE analizó tres opciones para el puente, además de la opción de dejarlo como estaba.: PDF p. 4  La opción que se planteó más rápidamente, y que finalmente resultó elegida, fue un proyecto de 1700 millones de dólares que consistía en elevar la calzada del puente para aumentar su altura en un 40 por ciento, lo que podría lograrse en 2019 como muy pronto. Necesitaría que se certificara un gálibo operativo de 215 pies (65,5 m) para permitir el paso de los nuevos barcos. Otra opción presentada fue construir un nuevo puente atirantado, que habría costado 2150 millones y cuyas obras se estimó que podrían durar hasta 2022.: 33, 35–36  La opción más costosa sería deshacerse del puente por completo y reemplazarlo con un túnel realizado con tuneladora o un túnel sumergido a través del cual circularía el tráfico bajo el Kill Van Kull. Esta opción habría requerido más tiempo (de forma que se completaría en 2024) y costaría entre 2200 y 3000 millones de dólares.: 34–36  En los documentos de planificación iniciales, también se consideró un puente de elevación vertical, que se descartó en las primeras fases del estudio del CoE.
En 2009 se encargó otro estudio, una evaluación de impacto ambiental realizada por la Guardia Costera de Estados Unidos. La evaluación era necesaria porque el proyecto se llevaría a cabo sobre una vía navegable. El estudio costó más de 2 millones de dólares, requirió cuatro años de trabajo y generó 5000 páginas de reseñas. A pesar de su duración y costo, que impidieron el inicio de la construcción hasta 2013, fue una de las revisiones ambientales más rápidas de la Guardia Costera para un proyecto tan importante. En marzo de 2012, la Autoridad Portuaria presentó una solicitud al gobierno federal para un proceso acelerado de revisión ambiental, que fue aprobado en julio de 2012, a pesar de que algunos residentes en Newark y Staten Island solicitaron que la Guardia Costera realizara una revisión ambiental completa.

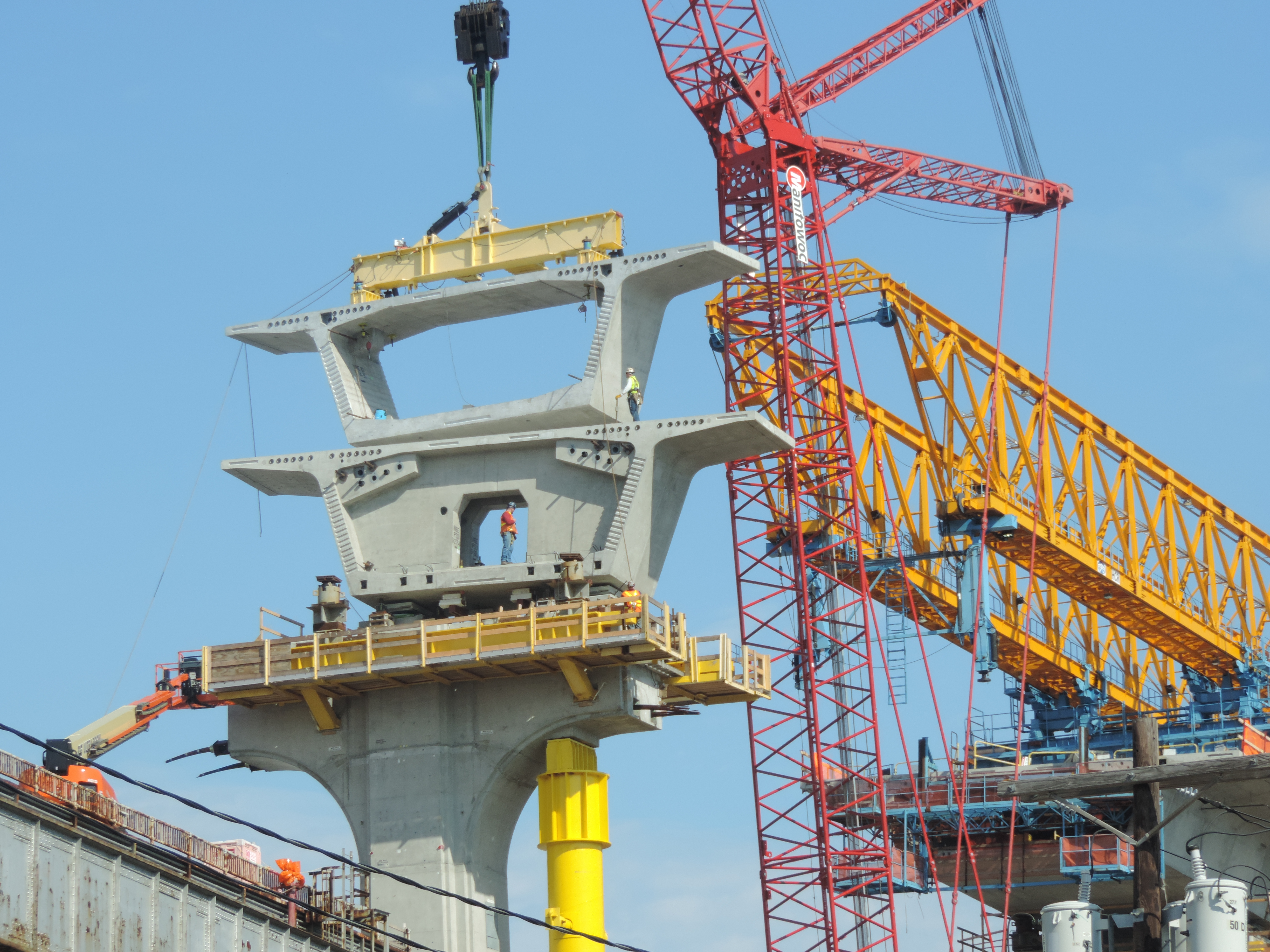
Nueva sección en Bayonne

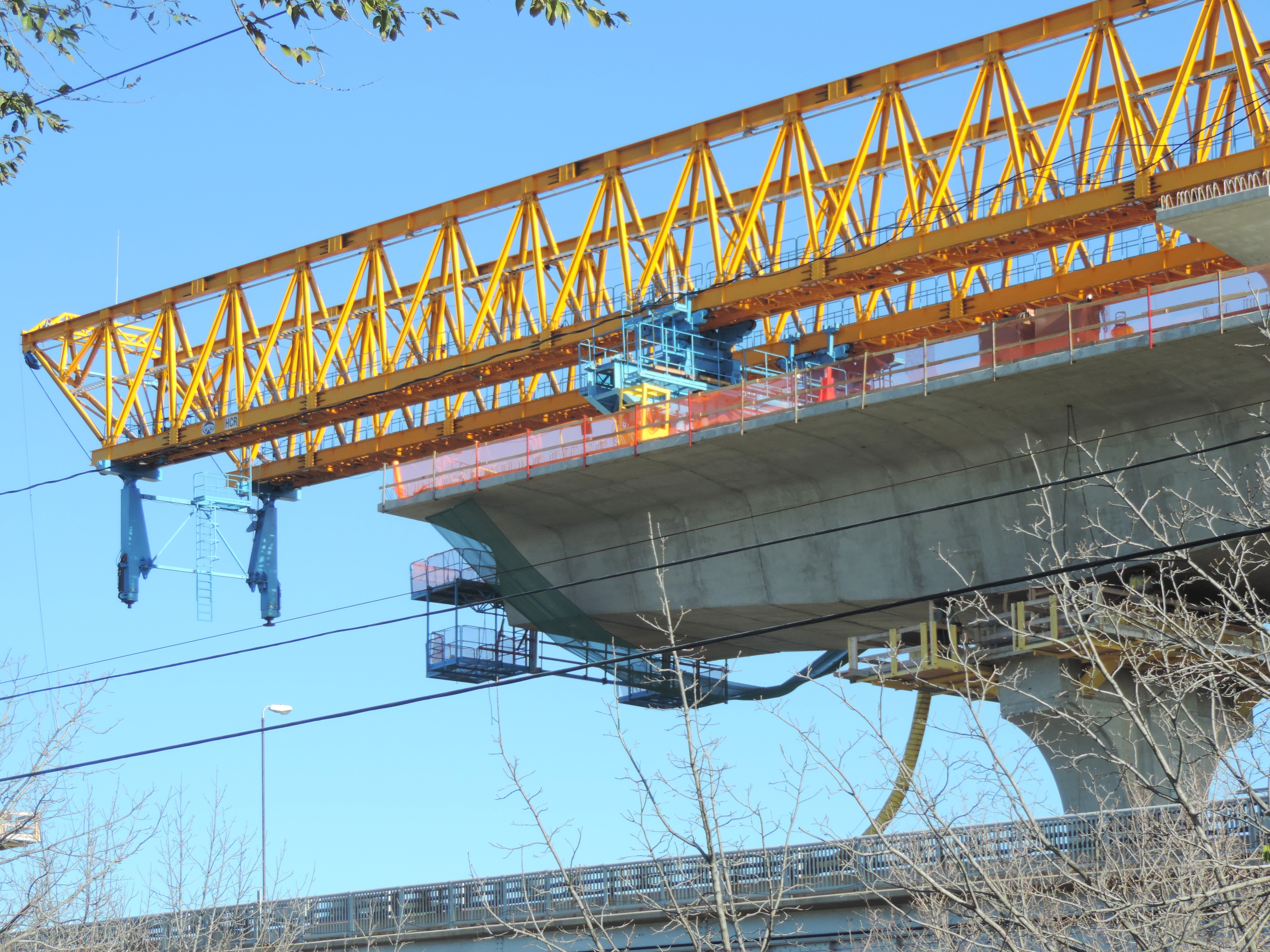
Nueva sección en Port Richmond

Según la Autoridad Portuaria, el proyecto de "Levantar la Carretera" tendría muchos beneficios, siendo el que permitiría con mayor rapidez el paso de barcos más grandes y más ecológicos por el canal. Como resultado del proyecto, la longitud de la parte del arco situada sobre la calzada se reduciría, con solo 22 cables suspendiendo la nueva calzada debajo del arco en comparación con los 30 cables que sostenían la antigua calzada. En cuanto a la calzada en sí, la antigua sección única sería reemplazada por dos secciones dotadas de nuevos pilares de apoyo y tramos de acceso. La ruta 440 se ampliaría de una calzada de 40 pies (12,2 m) sin arcenes y cuatro carriles 10 pies (3 m) a dos calzadas de 30 pies 9 pulgadas (9,4 m) con dos carriles 12 pies (3,7 m) cada una, un separador central y arcenes de 4 pies 9 pulgadas (1,4 m). También se previó la ejecución de una ciclovía y camino peatonal en todo el puente, con rampas de acceso en sustitución de las escaleras. El diseño también tuvo en cuenta un futuro servicio de transporte como un tren ligero. Posteriormente se propuso extender la línea del Tren Ligero Hudson–Bergen a Staten Island sobre el puente, aunque los planes de diseño final no consideraron un sistema de transporte como un tren de mayor velocidad. Finalmente, el proyecto supondría el empleo de 2800 trabajadores y entre 240 y 380 millones de dólares en salarios para la industria de la construcción,, así como 1600 millones de dólares de actividad económica.
El CoE estimó que la construcción del Puente de Bayonne produciría un beneficio a escala nacional de 3300 millones de dólares, y señaló que el 12 % de todos los contenedores internacionales de EE. UU. pasan por debajo del puente, que el puerto crea indirectamente 269.900 puestos de trabajo y que la actividad portuaria generaba unos 11.000 millones anualmente en salarios para toda la nación. El proyecto permitiría el paso por debajo del puente de buques de 12.000 contenedores, aumentando la capacidad del canal; antes del proyecto, los barcos más grandes que podían pasar por debajo del puente eran barcos de 9000 contenedores. Los congresistas de Nueva York y Nueva Jersey presionaron a la Autoridad Portuaria para que actuara rápidamente, a pesar de la reducción temporal de los ingresos por la reducción del tráfico en los seis cruces de la Autoridad Portuaria. La Autoridad Portuaria anunció su plan oficial en 2011. La Guardia Costera celebró dos reuniones públicas sobre el puente en 2012. En las mismas fechas, también se estaban realizando mejoras en Port Jersey en el Puerto de Nueva York.

#### Construcción

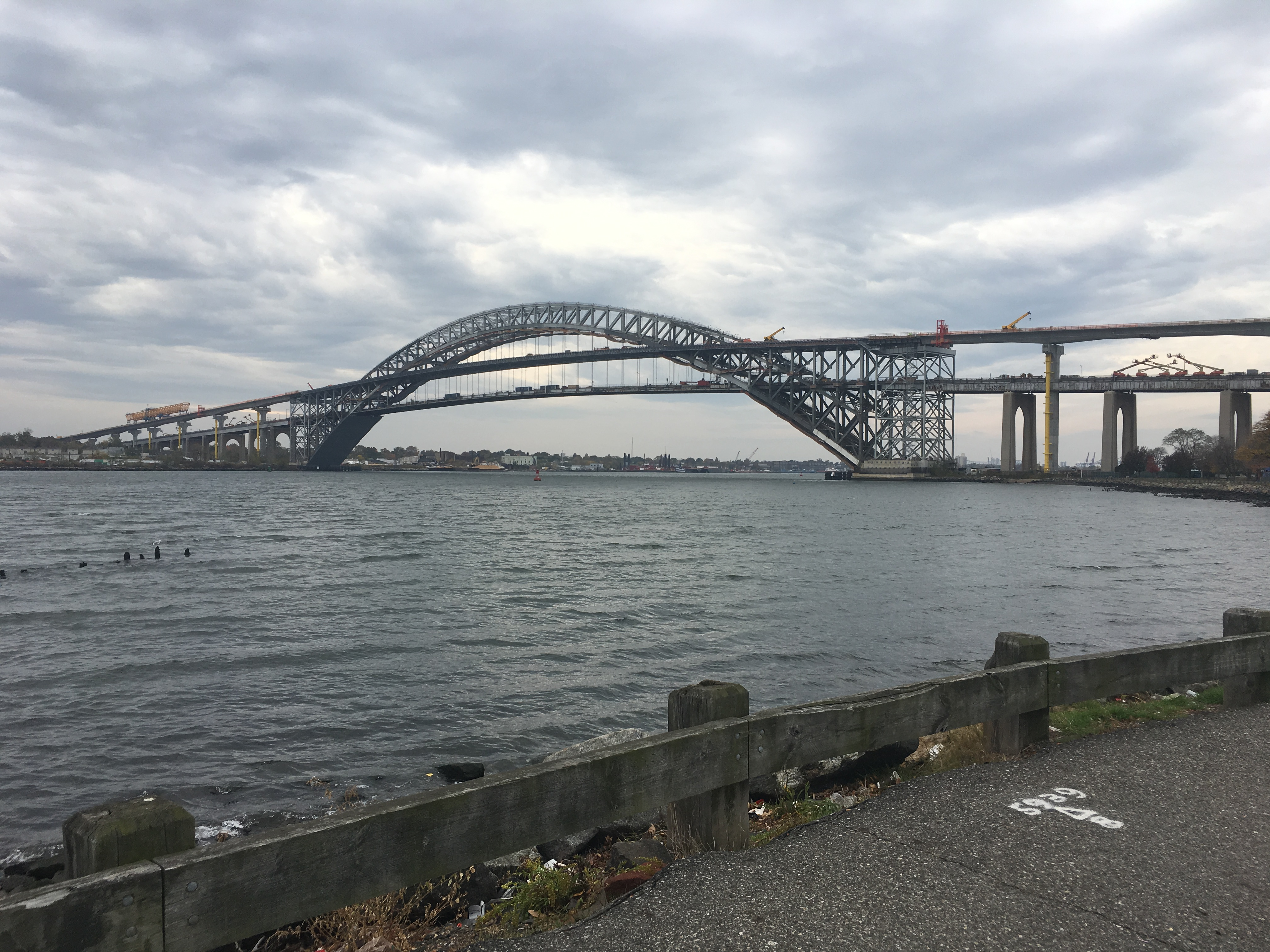
Estado del puente a finales de 2016, con el tablero antiguo y el nuevo

La Autoridad Portuaria creía que era posible construir el nuevo tablero elevado sin interrumpir el flujo de tráfico entre Staten Island y Bayonne. En julio de 2012, anunció que la construcción comenzaría a mediados de 2013 y se completaría en 2017. En este cronograma, la remoción de la calzada existente se completaría a fines de 2015, a tiempo para la apertura del Canal de Panamá ampliado. El proyecto costaría 1700 millones de dólares y duraría cinco años.

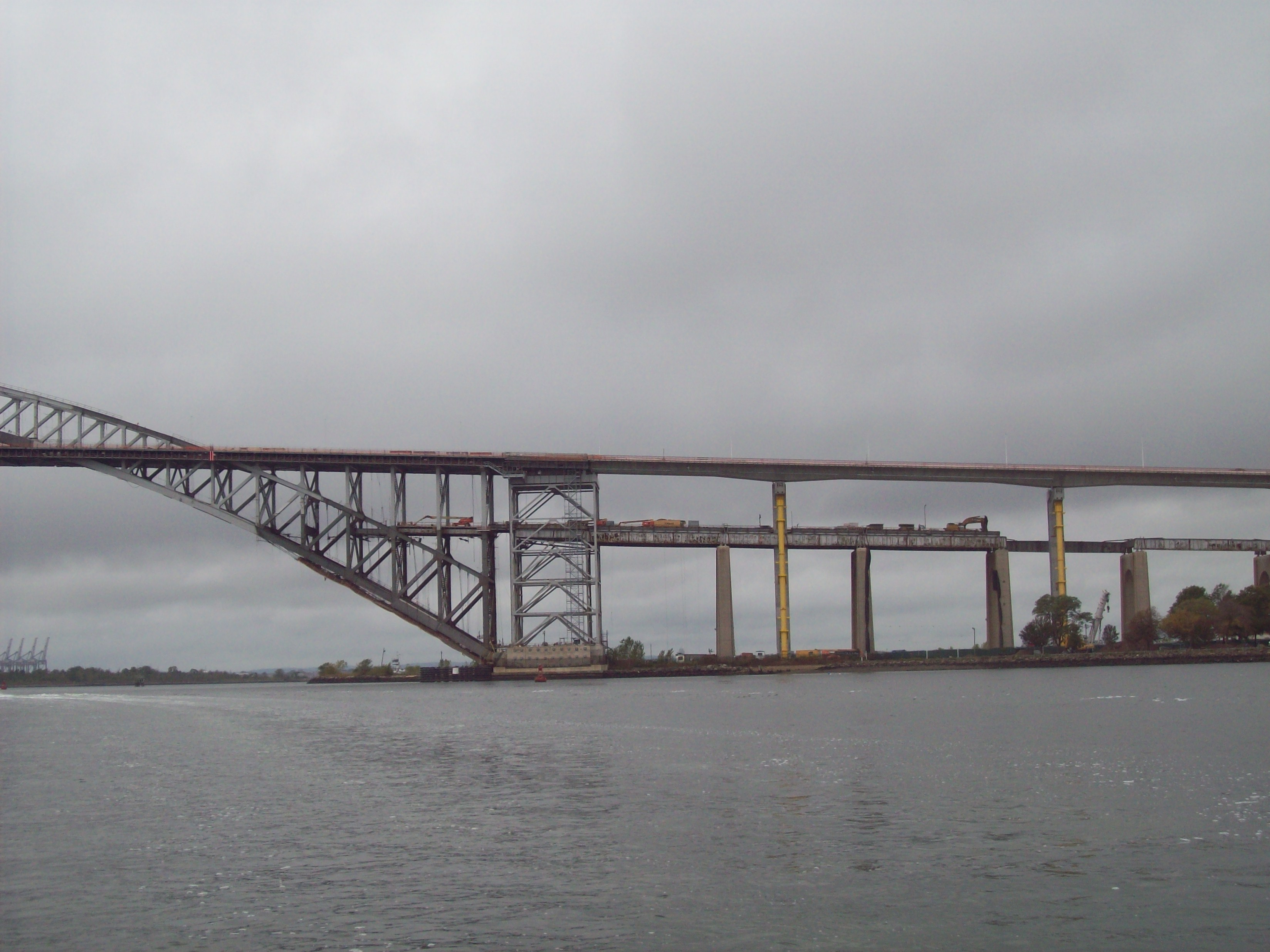
En octubre de 2017 ya se había desmontado el tablero antiguo

Uno de los desafíos a los que se enfrentó el proyecto fueron los estrechos límites del área de construcción: las casas residenciales se encontraban a menos de 20 pies (6,1 m) de la zona de trabajo, aunque ninguna de ellas estaba en el camino de la construcción en sí. En 2014, los habitantes de Staten Island que vivían cerca del emplazamiento de las obras en Port Richmond presentaron una demanda, alegando que el trabajo de construcción violaba la Ley de Derechos Civiles de 1964 al exponer a las comunidades predominantemente minoritarias en Port Richmond a toxinas. En 2015, algunos vecinos de Bayonne presentaron denuncias por exceso de ruido, vibraciones, polvo en su barrio y caída de escombros del puente (como desconchones de pintura), aunque la Autoridad Portuaria resolvió posteriormente dichas denuncias. El proyecto también requeriría del cierre temporal de un parque en Bayonne. Además, el puente de Bayonne permanecería abierto al tráfico de vehículos durante la construcción.
El 24 de abril de 2013, la Junta de Comisionados de la Autoridad Portuaria adjudicó un contrato por 743,3 millones de dólares a una empresa conjunta formada por Skanska Koch y Kiewit Infrastructure Company. La construcción involucró la ejecución en primer lugar de las columnas de soporte, y a continuación se agregaron segmentos de carretera prefabricados usando una grúa pórtico, que rodaba sobre el arco. La grúa pórtico permitió construir una sección sostenida por cables de la nueva calzada, usando una viga temporal para sostener la calzada existente mientras se reemplazaba cada cable. A continuación se eliminaría la calzada existente. Los cierres temporales del puente permitieron unir nuevas vigas del suelo a los cables del arco para sostener los largueros de acero que a su vez sostendrían la nueva calzada. Este trabajo fue asumido por la administración presidencial de Barack Obama debido a la importancia del proyecto para el comercio nacional, siendo una de las primeras actuaciones en formar parte de la iniciativa de Obama "We Can't Wait" para promover importantes proyectos de infraestructura. El gobernador de Nueva Jersey, Chris Christie, también consideró el proyecto de alta prioridad para su estado.
La pasarela peatonal, en voladizo desde el lado occidental de la calzada, se cerró temporalmente el 5 de agosto de 2013 para su reconstrucción. Se trasladaría al lado este del puente. La pasarela estaba programada para reabrirse en 2017. En 2015, la fecha de finalización se retrasó hasta 2019, debido a condiciones climáticas desfavorables en el invierno de 2014-2015. Esta circunstancia también retrasó la autorización de navegabilidad deseada hasta finales de 2017. Las demoras en el proyecto significaron que, con la finalización de la expansión del Canal de Panamá a mediados de 2016, los barcos más grandes no podrían servir a Newark, lo que posiblemente afectase negativamente al tráfico a otros puertos en la costa este de los Estados Unidos. La Autoridad Portuaria revisó su cronograma y esperaba que el tráfico se desplazara a la nueva carretera a principios de 2017, que la antigua carretera se eliminase a finales de 2017 y que el proyecto se completara a mediados de 2019 con la finalización de la carretera para el tráfico hacia el sur . En noviembre de 2016 se completó el futuro tramo norte, destinado temporalmente a ambos sentidos de circulación.

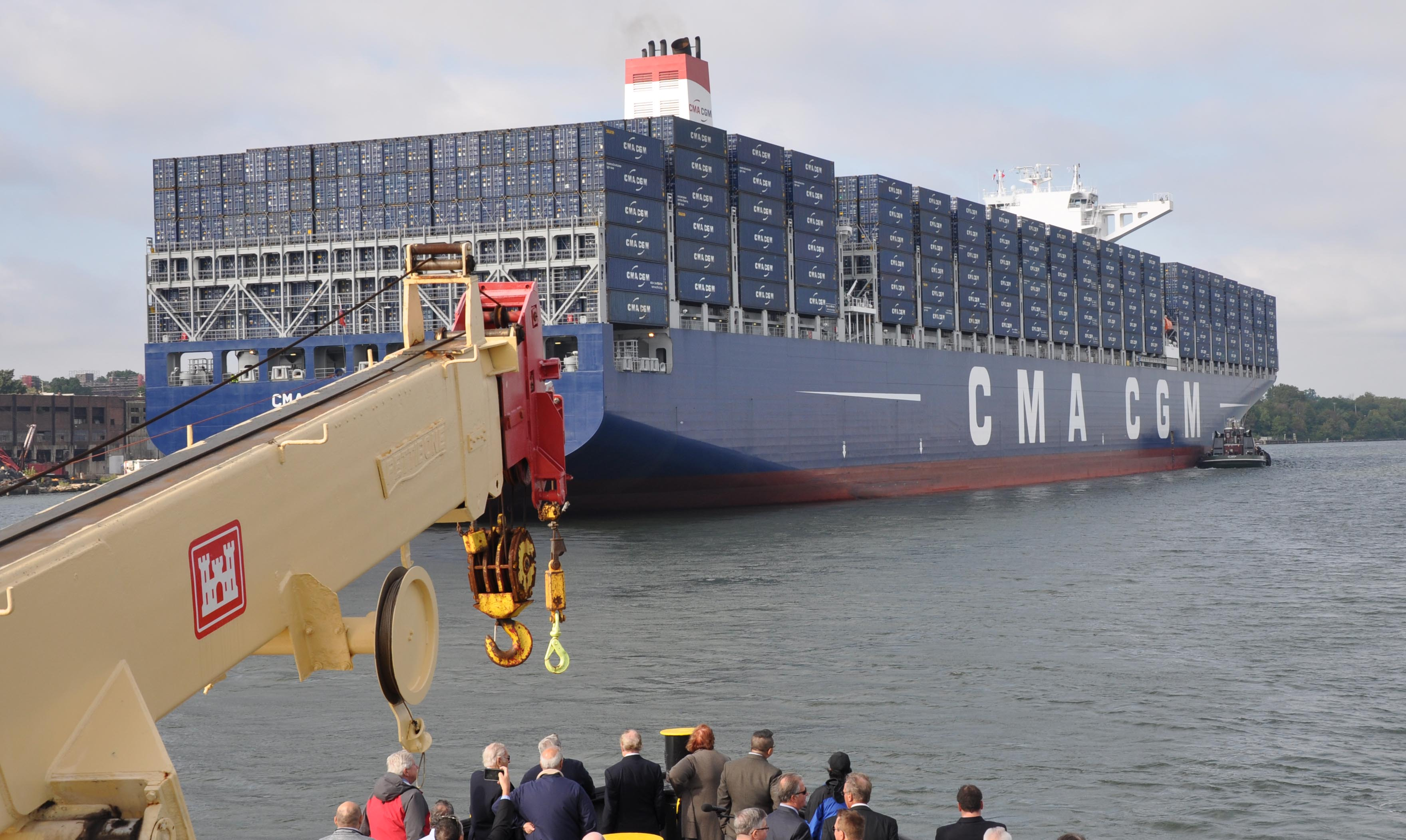
Un buque New-Panamax, el CMA CGM Theodore Roosevelt, a punto de cruzar en septiembre de 2017 bajo el puente de Bayona elevado

El 20 de febrero de 2017, se abrió al tráfico la calzada este (futura dirección norte) terminada, con un carril en cada dirección, y la antigua calzada inferior se cerró de forma permanente. La carretera occidental (futura dirección sur) estaba programada para completarse en 2019, momento en el que había dos carriles en cada dirección y una pasarela peatonal. También el 20 de febrero, el Puente de Bayonne se convirtió en el primer cruce de la Autoridad Portuaria en utilizar un sistema de cobro electrónico de peajes totalmente automatizado y sin efectivo. Todos los vehículos avanzan sin detenerse en el puesto de peaje. A los que tienen E-ZPass se les factura de la manera habitual, mientras que las cámaras registran los números de matrícula de los que no tienen una etiqueta de E-ZPass y sus propietarios registrados pronto reciben una factura de peaje por correo. La autorización de navegación deseada se logró el 8 de junio de 2017. Dos años después de la apertura de la calzada en dirección norte, el 11 de febrero de 2019, se completó la nueva calzada en dirección sur y se restableció el flujo de tráfico del puente a dos carriles en cada dirección. El sendero para peatones y bicicletas se inauguró el 24 de mayo de 2019. El proyecto en general recibió el premio al Logro Sobresaliente en Ingeniería Civil de 2020 de parte de Sociedad Estadounidense de Ingenieros Civiles, citando la "secuencia de construcción primera en su tipo,... manteniendo tanto el tráfico vial como el marítimo abierto."

## Tráfico

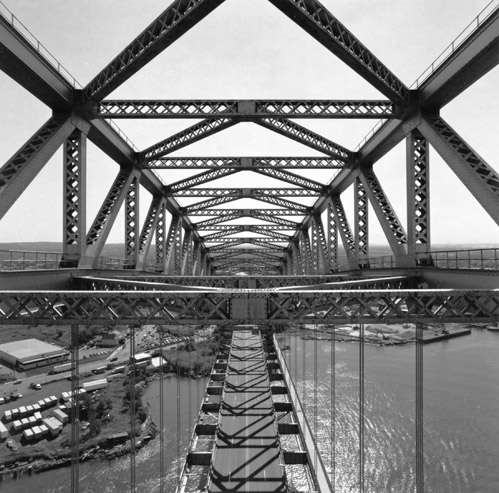
Vista del tablero original del puente desde el cordón inferior

De enero a noviembre de 2016, el Puente de Bayonne transportó alrededor de 4500 vehículos por día. El sistema de cobro automático E-ZPass fue utilizado por el 91 % de los conductores para el pago del peaje. En 2011, transportó un promedio de 19.378 vehículos por día,: 2  que se redujo a un promedio diario de 15.221 vehículos en 2014 después de que comenzó la construcción,: 61  y más a 10 840 en 2015. El puente de Bayonne tiene menos tráfico que cualquier otro punto de cruce de la Autoridad Portuaria.
En septiembre de 2007, la MTA Bus Company inició una ruta de autobús de paradas limitadas (la línea S89) que cruza el puente. Los terminales de la ruta son la terminal de autobuses de Hylan Boulevard en Eltingville (Staten Island) y la estación de tren ligero de la calle 34 Hudson-Bergen en Bayonne. Este es el primer servicio de autobús interestatal ofrecido por la MTA.

## Peajes
Hasta 2020, la tarifa del peaje (en sentido de Nueva Jersey a Nueva York) enviada por correo es de 16 dólares para automóviles y motocicletas; no hay peaje para los vehículos de pasajeros que van de Nueva York a Nueva Jersey. A los usuarios del E-ZPass emitidos en Nueva Jersey y Nueva York se les cobra 11,75 dólares por automóvil y 10,75 por motocicleta durante las horas de menor actividad, y de 13,75 por automóvil y de 12,75 dólares por motocicleta durante las horas pico. A los usuarios con E-ZPass emitidos por agencias fuera de Nueva Jersey y Nueva York se les cobra la tarifa en efectivo.
Los peajes se cobran solo para el tráfico hacia el sur. Originalmente, los peajes se cobraban en ambas direcciones. En agosto de 1970, se abolió el peaje para los conductores en dirección norte y, al mismo tiempo, los conductores en dirección sur vieron duplicados sus peajes. Los peajes de otros once cruces entre Nueva York y Nueva Jersey y el río Hudson en un tramo de 130 millas (209,2 km), desde el Outerbridge Crossing en el sur hasta el puente Rip Van Winkle en el norte, se cambiaron a solo en dirección este en aquel momento.
La circulación sin parada para el peaje comenzó el 20 de febrero de 2017. Se desmantelaron las cabinas de peaje y a partir de entonces los conductores ya no pudieron pagar en efectivo en el puente. En cambio, hay cámaras montadas en nuevos pórticos elevados ubicados en el lado de Staten Island. A un vehículo sin E-ZPass se le toma una fotografía de su matrícula y se le envía por correo una factura por el peaje a su propietario. Para los usuarios de E-ZPass, los sensores detectan sus transpondedores de forma inalámbrica.

## En la cultura popular
- El puente de Bayonne aparece en la película de ciencia ficción de 2005 La guerra de los mundos, y se muestra de fondo varias veces en las escenas ambientadas en la casa de Bayonne del personaje principal; es destruido en un ataque alienígena.[10][76][77]
- El puente y la comunidad de Bayonne que lo rodea también aparecieron en la película de 2001 A Beautiful Mind y en el drama carcelario de HBO Oz.[76][77]
- El puente, mientras está en construcción según el proyecto de elevación del tablero que soporta la carretera, aparece en el video musical de The Weeknd titulado In The Night[78]

## Lecturas relacionadas
- Jackson, Kenneth T., ed. (1995). The Encyclopedia of New York City. New Haven: Yale University Press. ISBN 0300055366.